# Отворено првенство Аустралије у тенису
Отворено првенство Аустралије или Аустралијан опен (енгл. Australian Open) је тениски турнир који се одржава сваке године и траје две недеље у јануару (у прошлости се одржавао у децембру). Хронолошки је први гренд слем турнир у години. Одржава се у Мелбурну. Отворено првенство Аустралије је освојило највише тенисера од свих осталих гренд слемова.
На турниру се игра у појединачној конкуренцији за мушкарце и жене, као и у паровима и у мешовитим паровима, а постоји и јуниорско такмичење.
Током 2019. године турнир је посетило 796.435 гледалаца.

## Историја
Турнир је први пут одржан 1905. године у Мелбурну. Од оснивања до 1927. године носио је назив Првенство Аустралазије (The Australasian Championships), а те године назив је промењен у Првенство Аустралије (The Australian Championships). Године 1969. добио је данашње име. Тада је постало отворено првенство, на ком су могли да играју и аматери и професионалци, укључивши се у „Опен еру“, започету годину дана раније.
У почетку, турнир није привлачио пуно такмичара због слабих веза са иностранством, али и унутар самог континента. Развојем саобраћаја, посебно ваздушног, до шездесетих година 20. века постао је посећенији и од стране такмичара и од стране гледалаца.
Од оснивања до 1988. године турнир се играо на трави, а од тада на тврдој подлози. Те године је такође премештен са Кујанг стадиона у Мелбурн парк, где се и данас одржава. Неколико градова је кроз историју било домаћин турнира (Сиднеј, Аделејд, Бризбејн, Перт, Крајстчерч, Хејстингс), мада је већином одржаван у Мелбурну.
У раним годинама турнира, месец одржавања се мењао, крећући се од јануара до августа. Због Првог светског рата није се одржавао од 1916. до 1919, а због Другог светског рата од 1941. до 1945. Од 1923. до 1977. турнир се играо сваке године у јануару, да би се те године пребацио на децембар, те је због тога играно два турнира у једној календарској години. Године 1987. турнир је враћен на јануар и због тога децембарски термин из 1986. није одржан.

## Новчане награде и поени
У првој табели су дати новчани износи које примају играчи као награду за пласман у наредну рунду такмичења. Сви износи су у аустралијским доларима. У другој табели су дати поени које играчи добијају на АТП или ВТА листи за пласман у наредну рунду.
Укупан наградни фонд за 2020. увећан је за 13,6% у односу на 2019. и износи рекордних 71.000.000 аустралијских долара.
| Категорија               | Категорија                | П          | Ф          | ПФ         | ЧФ       | 4К       | 3К       | 2К       | 1К      | КВ3     | КВ2     | КВ1     |
| Појединачна конкуренција | Новчана награда           | $4.120.000 | $2.065.000 | $1.040.000 | $525.000 | $300.000 | $180.000 | $128.000 | $90.000 | $50.000 | $32.500 | $20.000 |
| Парови                   | Новчана награда (по пару) | $760.000   | $380.000   | $200.000   | $110.000 | –        | $62.000  | $38.000  | $25.000 | –       | –       | –       |
| Мешовити парови          | Новчана награда (по пару) | $190.000   | $100.000   | $50.000    | $24.000  | –        | –        | $12.000  | $6.250  | –       | –       | –       |

| Категорија               | Категорија  | П    | Ф    | ПФ  | ЧФ  | 4К  | 3К  | 2К  | 1К | КВ | КВ3 | КВ2 | КВ1 |
| Појединачна конкуренција | Поени (АТП) | 2000 | 1200 | 720 | 360 | 180 | 90  | 45  | 10 | 25 | 16  | 8   | 0   |
| Појединачна конкуренција | Поени (ВТА) | 2000 | 1300 | 780 | 430 | 240 | 130 | 70  | 10 | 40 | 30  | 20  | 2   |
| Парови                   | Поени (АТП) | 2000 | 1200 | 720 | 360 | –   | 180 | 90  | 0  | –  | –   | –   | –   |
| Парови                   | Поени (ВТА) | 2000 | 1300 | 780 | 430 | –   | 240 | 130 | 10 | –  | –   | –   | –   |

## Досадашњи победници (појединачна конкуренција)
Представљени су само победници од 1969. За потпунији списак погледати мушкарци појединачно и жене појединачно.
| година     | мушкарци            | жене                    |                    |
| 1969.      | Род Лејвер          | Маргарет Корт           |                    |
| 1970.      | Артур Еш            | Маргарет Корт (2)       |                    |
| 1971.      | Кен Роузвол         | Маргарет Корт (3)       |                    |
| 1972.      | Кен Роузвол (2)     | Вирџинија Вејд          |                    |
| 1973.      | Џон Њуком           | Маргарет Корт (4)       |                    |
| 1974.      | Џими Конорс         | Ивон Гулагонг           |                    |
| 1975.      | Џон Њуком (2)       | Ивон Гулагонг (2)       |                    |
| 1976.      | Марк Едмондсон      | Ивон Гулагонг Коли (3)  |                    |
| 1977. јан. | Роско Танер         | Кери Рид                |                    |
| 1977. дец. | Витас Герулајтис    | Ивон Гулагонг Коли (4)  |                    |
| 1978.      | Гиљермо Вилас       | Крис О’Нил              |                    |
| 1979.      | Гиљермо Вилас (2)   | Барбара Џордан          |                    |
| 1980.      | Брајан Тичер        | Хана Мандликова         |                    |
| 1981.      | Јохан Крик          | Мартина Навратилова     |                    |
| 1982.      | Јохан Крик (2)      | Крис Еверт Лојд         |                    |
| 1983.      | Матс Виландер       | Мартина Навратилова (2) |                    |
| 1984.      | Матс Виландер (2)   | Крис Еверт Лојд (2)     |                    |
| 1985.      | Стефан Едберг       | Мартина Навратилова (3) |                    |
| 1986.      | Турнир није одржан  | Турнир није одржан      | Турнир није одржан |
| 1987.      | Стефан Едберг (2)   | Хана Мандликова (2)     |                    |
| 1988.      | Матс Виландер (3)   | Штефи Граф              |                    |
| 1989.      | Иван Лендл          | Штефи Граф (2)          |                    |
| 1990.      | Иван Лендл (2)      | Штефи Граф (3)          |                    |
| 1991.      | Борис Бекер         | Моника Селеш            |                    |
| 1992.      | Џим Куријер         | Моника Селеш (2)        |                    |
| 1993.      | Џим Куријер (2)     | Моника Селеш (3)        |                    |
| 1994.      | Пит Сампрас         | Штефи Граф (4)          |                    |
| 1995.      | Андре Агаси         | Мери Пирс               |                    |
| 1996.      | Борис Бекер (2)     | Моника Селеш (4)        |                    |
| 1997.      | Пит Сампрас (2)     | Мартина Хингис          |                    |
| 1998.      | Петр Корда          | Мартина Хингис (2)      |                    |
| 1999.      | Јевгениј Кафељников | Мартина Хингис (3)      |                    |
| 2000.      | Андре Агаси (2)     | Линдси Давенпорт        |                    |
| 2001.      | Андре Агаси (3)     | Џенифер Капријати       |                    |
| 2002.      | Томас Јохансон      | Џенифер Капријати (2)   |                    |
| 2003.      | Андре Агаси (4)     | Серена Вилијамс         |                    |
| 2004.      | Роџер Федерер       | Жистин Енен Арден       |                    |
| 2005.      | Марат Сафин         | Серена Вилијамс (2)     |                    |
| 2006.      | Роџер Федерер (2)   | Амели Моресмо           |                    |
| 2007.      | Роџер Федерер (3)   | Серена Вилијамс (3)     |                    |
| 2008.      | Новак Ђоковић       | Марија Шарапова         |                    |
| 2009.      | Рафаел Надал        | Серена Вилијамс (4)     |                    |
| 2010.      | Роџер Федерер (4)   | Серена Вилијамс (5)     |                    |
| 2011.      | Новак Ђоковић (2)   | Ким Клајстерс           |                    |
| 2012.      | Новак Ђоковић (3)   | Викторија Азаренка      |                    |
| 2013.      | Новак Ђоковић (4)   | Викторија Азаренка (2)  |                    |
| 2014.      | Станислас Вавринка  | Ли На                   |                    |
| 2015.      | Новак Ђоковић (5)   | Серена Вилијамс (6)     |                    |
| 2016.      | Новак Ђоковић (6)   | Анџелик Кербер          |                    |
| 2017.      | Роџер Федерер (5)   | Серена Вилијамс (7)     |                    |
| 2018.      | Роџер Федерер (6)   | Каролина Возњацки       |                    |
| 2019.      | Новак Ђоковић (7)   | Наоми Осака             |                    |
| 2020.      | Новак Ђоковић (8)   | Софија Кенин            |                    |
| 2021.      | Новак Ђоковић (9)   | Наоми Осака (2)         |                    |
| 2022.      | Рафаел Надал (2)    | Ешли Барти              |                    |
| 2023.      | Новак Ђоковић (10)  | Арина Сабаленка         |                    |
| 2024.      | Јаник Синер         | Арина Сабаленка (2)     |                    |
| 2025.      | Јаник Синер (2)     | Медисон Киз             |                    |

## Рекорди
| Мушкарци од 1905.                                                         |                             |                                                                           |                              |                                                                                          |                              |                              |
| Освајачи највише титула у мушкој појединачној конкуренцији                | Пре 1969:                   | Рој Емерсон                                                               | 6                            | 1961, 1963—1967.                                                                         |                              |                              |
| Освајачи највише титула у мушкој појединачној конкуренцији                | Након 1969:                 | Новак Ђоковић                                                             | 10                           | 2008, 2011, 2012, 2013, 2015, 2016, 2019, 2020, 2021, 2023                               |                              |                              |
| Освајачи највише титула у низу у мушкој појединачној конкуренцији         | Пре 1969:                   | Рој Емерсон                                                               | 5                            | 1963—1967.                                                                               |                              |                              |
| Освајачи највише титула у низу у мушкој појединачној конкуренцији         | Након 1969:                 | Новак Ђоковић                                                             | 3                            | 2011—2013. 2019—2021                                                                     |                              |                              |
| Освајачи највише титула у конкуренцији мушких парова                      | Пре 1969:                   | Адријан Квист                                                             | 10                           | 1936—1940, 1946—1950.                                                                    |                              |                              |
| Освајачи највише титула у конкуренцији мушких парова                      | Након 1969:                 | Боб Брајан Мајк Брајан                                                    | 6                            | 2006, 2007, 2009—2011, 2013. 2006, 2007, 2009—2011, 2013.                                |                              |                              |
| Освајачи највише титула у низу у конкуренцији мушких парова               | Пре 1969:                   | Адријан Квист                                                             | 10                           | 1936—1950.                                                                               |                              |                              |
| Освајачи највише титула у низу у конкуренцији мушких парова               | Након 1969:                 | Боб Брајан Мајк Брајан                                                    | 3                            | 2009—2011.                                                                               |                              |                              |
| Освајачи највише титула у конкуренцији мешовитих парова (мушкарци)        | Пре 1969:                   | Хари Хопман Колин Лонг                                                    | 4                            | 1930, 1936, 1937, 1939. 1940, 1946—1948.                                                 |                              |                              |
| Освајачи највише титула у конкуренцији мешовитих парова (мушкарци)        | Након 1969:                 | Џим Пју                                                                   | 3                            | 1988—1990.                                                                               |                              |                              |
| Освајачи највише титула (укупно: појединачно, мушки и мешовити парови)    | Пре 1969:                   | Адријан Квист                                                             | 13                           | 1936—1950 (3 појединачно, 10 мушких парова)                                              |                              |                              |
| Освајачи највише титула (укупно: појединачно, мушки и мешовити парови)    | Након 1969:                 | Боб Брајан Мајк Брајан                                                    | 6                            | 2006, 2007, 2009—2011, 2013. 2006, 2007, 2009—2011, 2013.                                |                              |                              |
| Жене од 1922.                                                             |                             |                                                                           |                              |                                                                                          |                              |                              |
| Освајачице највише титула у женској појединачној конкуренцији             | Укупно                      | Маргарет Корт                                                             | 11                           | 1960—1966, 1969—1971, 1973.                                                              |                              |                              |
| Освајачице највише титула у женској појединачној конкуренцији             | Пре 1969:                   | Маргарет Корт                                                             | 7                            | 1960—1966                                                                                |                              |                              |
| Освајачице највише титула у женској појединачној конкуренцији             | Након 1969:                 | Серена Вилијамс                                                           | 6                            | 2003, 2005, 2007, 2009, 2010, 2015.                                                      |                              |                              |
| Освајачице највише титула у низу у женској појединачној конкуренцији      | Пре 1969:                   | Маргарет Корт                                                             | 7                            | 1960—1966                                                                                |                              |                              |
| Освајачице највише титула у низу у женској појединачној конкуренцији      | Након 1969:                 | Маргарет Корт Ивон Гулагонг Коли Штефи Граф / Моника Селеш Мартина Хингис | 3                            | 1969—1971. 1974—1976. 1988—1990. 1991—1993. 1997—1999.                                   |                              |                              |
| Освајачице највише титула у конкуренцији женских парова                   | Пре 1969:                   | Телма Којн Лонг                                                           | 12                           | 1936—1940, 1947—1952, 1956, 1958.                                                        |                              |                              |
| Освајачице највише титула у конкуренцији женских парова                   | Након 1969:                 | Мартина Навратилова                                                       | 8                            | 1980, 1982—1989.                                                                         |                              |                              |
| Освајачице највише титула у низу у конкуренцији женских парова            | Пре 1969:                   | Телма Којн Лонг Ненси Вин Болтон                                          | 5                            | 1936—1940. 1936—1940.                                                                    |                              |                              |
| Освајачице највише титула у низу у конкуренцији женских парова            | Након 1969:                 | Мартина Навратилова Пем Шрајвер                                           | 7                            | 1982—1989. 1982—1989.                                                                    |                              |                              |
| Освајачице највише титула у конкуренцији мешовитих парова (жене)          | Пре 1969:                   | Дафни Акурст Козенс Нел Хол Хопман Ненси Вин Болтон Телма Којн Лонг       | 4                            | 1924, 1925, 1928, 1929. 1930, 1936, 1937, 1939. 1940, 1946—1948. 1951, 1952, 1954, 1955. |                              |                              |
| Освајачице највише титула у конкуренцији мешовитих парова (жене)          | Након 1969:                 | Јана Новотна Лариса Савченко Нејланд                                      | 2                            | 1988, 1989. 1994, 1996.                                                                  |                              |                              |
| Освајачице највише титула (укупно: појединачно, женски и мешовити парови) | Пре 1969:                   | Ненси Вин Болтон                                                          | 20                           | 1936—1952. (6 појединачних, 10 женских парова, 4 мешовита пара)                          |                              |                              |
| Освајачице највише титула (укупно: појединачно, женски и мешовити парови) | Након 1969:                 | Мартина Навратилова                                                       | 12                           | 1980—2003 (3 појединачних, 8 женских парова, 1 мешовити пар)                             |                              |                              |
| Узрасти                                                                   |                             |                                                                           |                              |                                                                                          |                              |                              |
| Најмлађи победници                                                        | Мушкарци појединачно:       | Кен Роузвол                                                               | 18 година и 2 месеца (1953)  | 18 година и 2 месеца (1953)                                                              | 18 година и 2 месеца (1953)  | 18 година и 2 месеца (1953)  |
| Најмлађи победници                                                        | Мушки парови:               | Лу Хоуд                                                                   | 18 година и 2 месеца (1953)  | 18 година и 2 месеца (1953)                                                              | 18 година и 2 месеца (1953)  | 18 година и 2 месеца (1953)  |
| Најмлађи победници                                                        | Женски парови:              | Мирјана Лучић                                                             | 15 година и 10 месеци (1998) | 15 година и 10 месеци (1998)                                                             | 15 година и 10 месеци (1998) | 15 година и 10 месеци (1998) |
| Најмлађи победници                                                        | Жене појединачно:           | Мартина Хингис                                                            | 16 година и 4 месеци (1997)  | 16 година и 4 месеци (1997)                                                              | 16 година и 4 месеци (1997)  | 16 година и 4 месеци (1997)  |
| Најстарији победници                                                      | Мушкарци појединачно:       | Кен Роузвол                                                               | 37 година и 8 месеци (1972)  | 37 година и 8 месеци (1972)                                                              | 37 година и 8 месеци (1972)  | 37 година и 8 месеци (1972)  |
| Најстарији победници                                                      | Мушки парови:               | Норман Брукс                                                              | 46 година и 2 месеца (1924)  | 46 година и 2 месеца (1924)                                                              | 46 година и 2 месеца (1924)  | 46 година и 2 месеца (1924)  |
| Најстарији победници                                                      | Женски парови:              | Телма Којн Лонг                                                           | 37 година и 7 месеци (1956)  | 37 година и 7 месеци (1956)                                                              | 37 година и 7 месеци (1956)  | 37 година и 7 месеци (1956)  |
| Најстарији победници                                                      | Жене појединачно:           | Телма Којн Лонг                                                           | 35 година и 8 месеци (1954)  | 35 година и 8 месеци (1954)                                                              | 35 година и 8 месеци (1954)  | 35 година и 8 месеци (1954)  |
| Најстарији победници                                                      | Мешовити парови (мушкарци): | Хорас Рајс                                                                | 52 година (1923)             | 52 година (1923)                                                                         | 52 година (1923)             | 52 година (1923)             |
| Најстарији победници                                                      | Мешовити парови (жене):     | Мартина Навратилова                                                       | 46 година и 3 месеци (2003)  | 46 година и 3 месеци (2003)                                                              | 46 година и 3 месеци (2003)  | 46 година и 3 месеци (2003)  |